# Campeonato Mundial de Atletismo
El Campeonato Mundial de Atletismo es la máxima competición de atletismo a nivel internacional. Es organizado por World Athletics desde 1983; las tres primeras ediciones (de 1983 a 1991) se disputaron de forma cuatrienal, pero a partir de entonces, se convirtió en bienal.

## Ediciones
| Núm.  | Año  | Sede       | País           | Estadio                        | Núm. de atletas | Federaciones nacionales |
| ----- | ---- | ---------- | -------------- | ------------------------------ | --------------- | ----------------------- |
| I     | 1983 | Helsinki   | Finlandia      | Estadio Olímpico de Helsinki   | 1333            | 153                     |
| II    | 1987 | Roma       | Italia         | Estadio Olímpico de Roma       | 1419            | 156                     |
| III   | 1991 | Tokio      | Japón          | Estadio Olímpico de Tokio      | 1491            | 162                     |
| IV    | 1993 | Stuttgart  | Alemania       | Estadio Gottlieb-Daimler       | 1630            | 187                     |
| V     | 1995 | Gotemburgo | Suecia         | Estadio Ullevi                 | 1755            | 190                     |
| VI    | 1997 | Atenas     | Grecia         | Estadio Olímpico de Atenas     | 1785            | 197                     |
| VII   | 1999 | Sevilla    | España         | Estadio Olímpico de La Cartuja | 1750            | 200                     |
| VIII  | 2001 | Edmonton   | Canadá         | Estadio de la Mancomunidad     | 1602            | 189                     |
| IX    | 2003 | París      | Francia        | Stade de France                | 1679            | 198                     |
| X     | 2005 | Helsinki   | Finlandia      | Estadio Olímpico de Helsinki   | 1687            | 191                     |
| XI    | 2007 | Osaka      | Japón          | Estadio Nagai                  | 1800            | 197                     |
| XII   | 2009 | Berlín     | Alemania       | Estadio Olímpico de Berlín     | 1895            | 200                     |
| XIII  | 2011 | Daegu      | Corea del Sur  | Estadio de Daegu               | 1742            | 199                     |
| XIV   | 2013 | Moscú      | Rusia          | Estadio Olímpico Luzhnikí      | 1784            | 203                     |
| XV    | 2015 | Pekín      | China          | Estadio Nacional de Pekín      | 1761            | 205                     |
| XVI   | 2017 | Londres    | Reino Unido    | Estadio Olímpico de Londres    | 1881            | 199                     |
| XVII  | 2019 | Doha       | Catar          | Estadio Internacional Jalifa   | 1972            | 206                     |
| XVIII | 2022 | Eugene     | Estados Unidos | Hayward Field                  | 1972            | 192                     |
| XIX   | 2023 | Budapest   | Hungría        | Centro Nacional de Atletismo   |                 |                         |
| XX    | 2025 | Tokio      | Japón          | Estadio Olímpico de Tokio      |                 |                         |
| XXI   | 2027 | Pekín      | China          | Estadio Nacional de Pekín      |                 |                         |

1. 1 2  «Oregon 2022 – Statistics Handbook». World Athletics (en inglés). pp. 19-25. Consultado el 22 de abril de 2024.

## Medallero histórico
- Datos actualizados hasta Budapest 2023 (con revisión por casos de dopaje en 2003, 2005, 2007, 2009, 2011 y 2013 –en 2015 y 2017 no se han registrado casos–).

| Núm. | País                      | Oro | Plata | Bronce | Total |
| ---- | ------------------------- | --- | ----- | ------ | ----- |
| 1    | Estados Unidos            | 194 | 135   | 114    | 443   |
| 2    | Rusia                     | 70  | 86    | 78     | 234   |
| 3    | Kenia                     | 65  | 58    | 47     | 170   |
| 4    | Alemania                  | 61  | 60    | 66     | 187   |
| 5    | Jamaica                   | 40  | 61    | 48     | 149   |
| 6    | Etiopía                   | 35  | 38    | 31     | 104   |
| 7    | Reino Unido               | 33  | 40    | 48     | 121   |
| 8    | Cuba                      | 22  | 25    | 16     | 63    |
| 9    | China                     | 20  | 27    | 28     | 75    |
| 10   | Polonia                   | 20  | 20    | 25     | 65    |
| 11   | República Checa           | 19  | 9     | 11     | 39    |
| 12   | Australia                 | 15  | 16    | 14     | 45    |
| 13   | Francia                   | 14  | 19    | 23     | 56    |
| 14   | Italia                    | 13  | 18    | 19     | 50    |
| 15   | Ucrania                   | 12  | 15    | 16     | 43    |
| 16   | Marruecos                 | 12  | 12    | 9      | 33    |
| 17   | Sudáfrica                 | 12  | 7     | 8      | 27    |
| 18   | Suecia                    | 12  | 6     | 8      | 26    |
| 19   | Noruega                   | 12  | 6     | 5      | 23    |
| 20   | Canadá                    | 11  | 18    | 17     | 46    |
| 21   | España                    | 11  | 17    | 18     | 46    |
| 22   | Bielorrusia               | 10  | 11    | 12     | 33    |
| 23   | Bahamas                   | 9   | 9     | 8      | 26    |
| 24   | Japón                     | 8   | 9     | 18     | 35    |
| 25   | Baréin                    | 8   | 3     | 3      | 14    |
| 26   | Países Bajos              | 7   | 9     | 12     | 28    |
| 27   | Finlandia                 | 7   | 8     | 7      | 22    |
| 28   | Portugal                  | 7   | 7     | 8      | 22    |
| 29   | Uganda                    | 7   | 2     | 4      | 13    |
| 30   | Grecia                    | 6   | 7     | 12     | 25    |
| 31   | Argelia                   | 6   | 2     | 3      | 11    |
| 32   | Nueva Zelanda             | 6   | 1     | 1      | 8     |
| 33   | Rumania                   | 5   | 8     | 12     | 25    |
| 34   | Bulgaria                  | 5   | 3     | 8      | 16    |
| 35   | Catar                     | 5   | 2     | 4      | 11    |
| 36   | Croacia                   | 4   | 4     | 2      | 10    |
| 37   | Colombia                  | 4   | 3     | 2      | 9     |
| 38   | República Dominicana      | 4   | 2     | 1      | 7     |
| 39   | Irlanda                   | 4   | 2     | 0      | 6     |
| 40   | Suiza                     | 4   | 0     | 5      | 9     |
| 41   | Venezuela                 | 4   | 0     | 1      | 5     |
| 42   | Trinidad y Tobago         | 3   | 5     | 7      | 15    |
| 43   | México                    | 3   | 3     | 7      | 13    |
| 44   | Lituania                  | 3   | 3     | 3      | 9     |
| 45   | Ecuador                   | 3   | 2     | 1      | 6     |
| 46   | Granada                   | 3   | 1     | 2      | 6     |
| 47   | Mozambique                | 3   | 1     | 1      | 5     |
| 48   | Dinamarca                 | 3   | 0     | 1      | 4     |
| 49   | Brasil                    | 2   | 6     | 8      | 16    |
| 50   | Estonia                   | 2   | 6     | 2      | 10    |
| 51   | Bélgica                   | 2   | 2     | 7      | 11    |
| 52   | Eslovenia                 | 2   | 2     | 3      | 7     |
| 53   | Perú                      | 2   | 1     | 0      | 3     |
| 53   | Tayikistán                | 2   | 1     | 0      | 3     |
| 55   | Nigeria                   | 1   | 5     | 5      | 11    |
| 56   | Namibia                   | 1   | 4     | 1      | 6     |
| 57   | Kazajistán                | 1   | 3     | 5      | 9     |
| 58   | Turquía                   | 1   | 3     | 0      | 4     |
| 59   | Botsuana                  | 1   | 2     | 1      | 4     |
| 60   | Zambia                    | 1   | 2     | 0      | 3     |
| 61   | Burkina Faso              | 1   | 1     | 1      | 3     |
| 61   | India                     | 1   | 1     | 1      | 3     |
| 61   | Túnez                     | 1   | 1     | 1      | 3     |
| 64   | Eritrea                   | 1   | 1     | 0      | 2     |
| 64   | Panamá                    | 1   | 1     | 0      | 2     |
| 66   | San Cristóbal y Nieves    | 1   | 0     | 4      | 5     |
| 67   | Eslovaquia                | 1   | 0     | 3      | 4     |
| 67   | Serbia                    | 1   | 0     | 3      | 4     |
| 69   | Barbados                  | 1   | 0     | 2      | 3     |
| 69   | Siria                     | 1   | 0     | 2      | 3     |
| 71   | Senegal                   | 1   | 0     | 1      | 2     |
| 71   | Somalia                   | 1   | 0     | 1      | 2     |
| 73   | Corea del Norte           | 1   | 0     | 0      | 1     |
| 74   | Hungría                   | 0   | 7     | 8      | 15    |
| 75   | Costa de Marfil           | 0   | 4     | 1      | 5     |
| 76   | Israel                    | 0   | 3     | 2      | 5     |
| 77   | Puerto Rico               | 0   | 3     | 1      | 4     |
| 78   | Burundi                   | 0   | 2     | 1      | 3     |
| 78   | Yibuti                    | 0   | 2     | 1      | 3     |
| 80   | Camerún                   | 0   | 2     | 0      | 2     |
| 81   | Austria                   | 0   | 1     | 3      | 4     |
| 82   | Bosnia y Herzegovina      | 0   | 1     | 1      | 2     |
| 82   | Chipre                    | 0   | 1     | 1      | 2     |
| 82   | Corea del Sur             | 0   | 1     | 1      | 2     |
| 82   | Filipinas                 | 0   | 1     | 1      | 2     |
| 82   | Ghana                     | 0   | 1     | 1      | 2     |
| 82   | Letonia                   | 0   | 1     | 1      | 2     |
| 82   | Sri Lanka                 | 0   | 1     | 1      | 2     |
| 82   | Surinam                   | 0   | 1     | 1      | 2     |
| 82   | Tanzania                  | 0   | 1     | 1      | 2     |
| 91   | Bermudas                  | 0   | 1     | 0      | 1     |
| 91   | Egipto                    | 0   | 1     | 0      | 1     |
| 91   | Islas Vírgenes Británicas | 0   | 1     | 0      | 1     |
| 91   | Pakistán                  | 0   | 1     | 0      | 1     |
| 91   | Sudán                     | 0   | 1     | 0      | 1     |
| 96   | Arabia Saudita            | 0   | 0     | 1      | 1     |
| 96   | Dominica                  | 0   | 0     | 1      | 1     |
| 96   | Haití                     | 0   | 0     | 1      | 1     |
| 96   | Irán                      | 0   | 0     | 1      | 1     |
| 96   | Islas Caimán              | 0   | 0     | 1      | 1     |
| 96   | Samoa Americana           | 0   | 0     | 1      | 1     |
| 96   | Zimbabue                  | 0   | 0     | 1      | 1     |
|      | TOTAL                     | 875 | 880   | 878    | 2633  |

1. ↑  Incluye las medallas obtenidas por la URSS y los «Atletas neutrales autorizados» (nombre bajo el compitieron los atletas rusos en  2017 y 2019).
2. ↑  Incluye las medallas obtenidas por la RFA y la RDA entre 1949 y 1990.
3. ↑  Incluye las medallas obtenidas por Checoslovaquia.

## Medallistas

### Todas las pruebas
En la siguiente tabla se muestran los atletas —hombres y mujeres— que han conseguido al menos cinco medallas de oro en sus participaciones en los Campeonatos Mundiales:
| Nombre                  | Pruebas                                             | Años con victorias |    |   |   | Total |
| ----------------------- | --------------------------------------------------- | ------------------ | -- | - | - | ----- |
| Allyson Felix           | 200 m, 400 m, 4 × 100 m, 4 × 400 m, 4 × 400 m mixto | 2005-2019          | 13 | 3 | 2 | 18    |
| Usain Bolt              | 100 m, 200 m, 4 × 100 m                             | 2007-2017          | 11 | 2 | 1 | 14    |
| Shelly-Ann Fraser-Pryce | 100 m, 200 m, 4 × 100 m                             | 2007-2019          | 9  | 2 | - | 11    |
| LaShawn Merritt         | 400 m, 4 × 400 m                                    | 2005-2015          | 8  | 3 | - | 11    |
| Carl Lewis              | 100 m, 200 m, 4 × 100 m, salto de longitud          | 1983-1993          | 8  | 1 | 1 | 10    |
| Michael Johnson         | 200 m, 400 m, 4 × 400 m                             | 1991-1999          | 8  | - | - | 8     |
| Mohamed Farah           | 5000 m, 10.000m                                     | 2011-2017          | 6  | 2 | - | 8     |
| / Serguéi Bubka         | Salto con pértiga                                   | 1983-1997          | 6  | - | - | 6     |
| Sanya Richards-Ross     | 400 m, 4 × 400 m                                    | 2003-2015          | 5  | 2 | - | 7     |
| Jeremy Wariner          | 400 m, 4 × 400 m                                    | 2005-2009          | 5  | 1 | - | 6     |
| Tirunesh Dibaba         | 5000 m, 10.000m                                     | 2003-2017          | 5  | 1 | - | 6     |
| Natasha Hastings        | 4 × 400 m                                           | 2007-2017          | 5  | 1 | - | 6     |
| Jessica Beard           | 4 × 400 m, 4 × 400 m mixto                          | 2009-2019          | 5  | 1 | - | 6     |
| Lars Riedel             | Lanzamiento de disco                                | 1991-2001          | 5  | - | 1 | 6     |
| Kenenisa Bekele         | 5000 m, 10000m                                      | 1993-2003          | 5  | - | 1 | 6     |
| Maurice Greene          | 100 m, 200 m, 4 × 100 m                             | 1997-2001          | 5  | - | - | 5     |

### Pruebas individuales
En esta tabla aparecen los atletas —hombres y mujeres— que han conseguido al menos cuatro medallas de oro en las pruebas individuales (no se incluyen las carreras de relevos):
| Nombre                  | Pruebas                         | Años con victorias |   |   |   | Total |
| ----------------------- | ------------------------------- | ------------------ | - | - | - | ----- |
| Usain Bolt              | 100 m, 200 m                    | 2007-2017          | 7 | 1 | 1 | 9     |
| Mohamed Farah           | 5000 m, 10.000m                 | 2011-2017          | 6 | 2 | - | 8     |
| / Serguéi Bubka         | Salto con pértiga               | 1983-1997          | 6 | - | - | 6     |
| Michael Johnson         | 200 m, 400 m                    | 1991-1999          | 6 | - | - | 6     |
| Carl Lewis              | 100 m, 200 m, salto de longitud | 1983-1993          | 5 | 1 | 1 | 7     |
| Tirunesh Dibaba         | 5000 m, 10.000m                 | 2003-2017          | 5 | 1 | - | 6     |
| Lars Riedel             | Lanzamiento de disco            | 1991-2001          | 5 | - | 1 | 6     |
| Kenenisa Bekele         | 5000 m, 10.000m                 | 2003-2009          | 5 | - | 1 | 6     |
| Shelly-Ann Fraser-Pryce | 100 m, 200 m                    | 2009-2019          | 5 | - | - | 5     |
| Ezekiel Kemboi          | 3000 m obstáculos               | 2003-2015          | 4 | 3 | - | 7     |
| Haile Gebrselassie      | 5000 m, 10.000m                 | 1993-2003          | 4 | 2 | 1 | 7     |
| Gail Devers             | 100 m, 100 m vallas             | 1991, 2001         | 4 | 2 | - | 6     |
| Hicham El Guerrouj      | 1500 m, 5000 m                  | 1995-2003          | 4 | 2 | - | 6     |
| Allyson Felix           | 200 m, 400 m                    | 2005-2017          | 4 | 1 | 2 | 7     |
| Valerie Adams           | Lanzamiento de peso             | 2005-2013          | 4 | 1 | - | 5     |
| Vivian Cheruiyot        | 5000 m, 10.000m                 | 2007-2015          | 4 | 1 | - | 5     |
| Jackie Joyner-Kersee    | Heptatlón, salto de longitud    | 1987-1993          | 4 | - | - | 4     |
| Brittney Reese          | Salto de longitud               | 2009-2017          | 4 | - | - | 4     |
| Anita Włodarczyk        | Lanzamiento de martillo         | 2009-2017          | 4 | - | - | 4     |

Con dieciocho medallas (trece de oro, tres de plata y dos de bronce), la estadounidense Allyson Felix es la atleta con más medallas en los campeonatos del mundo. 
Con once medallas de oro, el jamaicano Usain Bolt es el atleta con mayor número de condecoraciones áureas en la historia de los campeonatos mundiales de atletismo. 
Asimismo, con catorce medallas totales (once de oro, dos de plata y una de bronce), Usain Bolt es el atleta masculino más condecorado en la historia de la competición; superando a Carl Lewis, que consiguió ocho medallas de oro, una de plata y una de bronce.
Con siete medallas de oro individuales: 200 m (cuatro) y 100 m (tres), Usain Bolt es el atleta que ha obtenido más victorias individuales. Con sus dos medallas de oro individuales obtenidas en el Mundial de Pekín 2015, Usain Bolt supera a quienes con seis medallas de oro, Serguei Bubka en salto con pértiga y Michael Johnson en 400 m (cuatro) y 200 m (dos), eran los atletas que habían obtenido más victorias individuales hasta antes de la edición de 2015.

### Otras marcas individuales
- Mayor cantidad de medallas de oro en una sola prueba: 6, por Serguéi Bubka (UKR) en el salto con pértiga.
- Mayor cantidad de medallas en un campeonato: 4, por Marita Koch (GDR) en 1983, Katrin Krabbe (GER) en 1991, Gwen Torrence (EUA) en 1993, y Allyson Felix (EUA) en 2011
- Mayor cantidad de campeonatos mundiales disputados: 13, por Jesús Ángel García Bragado (ESP).
- Campeón mundial de mayor edad: Ellina Zvereva (BLR) con 40 años y 269 días en el lanzamiento de disco en 2001.
- Campeón mundial de menor edad: Merlene Frazer (JAM) con 17 años y 248 días en la carrera de relevos 4 × 100 m en 1991 (con participación en ronda preliminar).
- Atleta de mayor edad en campeonatos mundiales: Jesús Ángel García Bragado (ESP) con 49 años y 346 días en 2019.
- Atleta de menor edad en campeonatos mundiales: Darren Tuitt (MNT) con 15 años y 153 días en 1995.